# عملية أوكرا
عملية أوكرا هي مساهمة قوات الدفاع الأسترالية في التدخل العسكري ضد تنظيم الدولة الإسلامية. وتشكل القوة جزءًا من قوة المهام المشتركة 633 في الشرق الأوسط. بدأت العملية في 31 أغسطس 2014، وكان هدفها الأولي المعلن هو مكافحة تهديدات داعش في العراق. في سبتمبر/أيلول 2015، تم توسيع نطاق الضربات الجوية الأسترالية لتشمل سوريا. وفي يونيو/حزيران 2017، توقفت الرحلات الجوية في سوريا مؤقتًا ردًا على إسقاط القوات الأمريكية لطائرة تابعة للقوات الجوية السورية، قبل استئنافها لاحقًا.

## تطوير المساهمة الأسترالية

### الضربات الجوية ضد داعش في العراق
أعلنت الحكومة الأسترالية في 14 سبتمبر 2014 أن مجموعة مهام جوية (ATG) تضم ما يصل إلى ثماني طائرات من طراز F/A-18F Super Hornets ، وطائرة إنذار ومراقبة من طراز E-7A Wedgetail ، وطائرة تزود بالوقود جوًا من طراز KC-30A ، بالإضافة إلى قوة مهام العمليات الخاصة، سيتم نشرها في الشرق الأوسط استعدادًا للعمليات المحتملة ضد قوات داعش. بدأت مجموعة العمل المضاد للطائرات عملياتها في الأول من أكتوبر، وفي الثالث من أكتوبر أعلن رئيس الوزراء توني أبوت أن بلاده ستبدأ في شن الغارات الجوية. تنطلق القوات الأسترالية من قاعدة المنهاد الجوية في الإمارات العربية المتحدة. كما وردت تقارير تفيد بأن طائرات أسترالية انطلقت أيضًا من قاعدة الظفرة الجوية جنوب أبو ظبي. تم نشر فريق تدريب تابع للجيش الأسترالي يُعرف باسم مجموعة مهام التاجي في العراق في أبريل 2015 للمساعدة في تدريب قوات الأمن العراقية النظامية. القوة هي جزء من قوة المهام المشتركة 633 في الشرق الأوسط، والتي كانت في الأصل تحت قيادة اللواء كريج أورم. سلم أورم قيادة قوة المهام المشتركة 633 إلى الأميرال البحري تريفور جونز في ديسمبر 2014.

### تمديد الغارات الجوية ضد داعش في سوريا
وسع نطاق الضربات الجوية لتشمل سوريا في سبتمبر/أيلول 2015.
وفي أواخر عام 2015، طلبت حكومة الولايات المتحدة من الحكومة الأسترالية، إلى جانب أعضاء آخرين في التحالف، توسيع التزامها العسكري بالحرب. رفضت الحكومة الأسترالية هذا الطلب في يناير/كانون الثاني 2016، لكنها ذكرت أنها ستزيد عدد الموظفين الأستراليين الملحقين بمقر التحالف من 20 إلى 30، وأنها تفكر في زيادة حجم المساعدات الإنسانية التي تقدمها للأشخاص المتضررين من الحرب في العراق وسوريا.
وأفادت التقارير أن الضربات داخل سوريا توقفت مؤقتًا في 20 يونيو 2017 بعد أن أسقطت الولايات المتحدة طائرة سورية. استؤنفت العمليات فوق سوريا بعد عدة أيام، حيث وردت أنباء عن تنفيذ غارة جوية في وادي نهر الفرات الأوسط في 23 يونيو 2017.

## عنصر القوات الجوية

### الإنزال الجوي للمساعدات الإنسانية وإعادة إمداد الذخائر والأسلحة
استخدمت عدد من طائرات النقل C-17 وC-130J المتمركزة في الشرق الأوسط لإجراء عمليات إسقاط جوي للمساعدات الإنسانية ونقل الأسلحة والذخائر جواً منذ أغسطس 2014. في ليلة 13-14 أغسطس، كانت طائرة C-130J تابعة للقوات الجوية الملكية الأسترالية جزءًا من مهمة مكونة من 16 طائرة بما في ذلك طائرات C-17 وC-130H الأمريكية وطائرة C-130J البريطانية والتي سلمت الإمدادات إلى المدنيين الإيزيديين المحاصرين على جبل سنجار . وفي وقت لاحق، تم إجراء عملية إسقاط ثانية لتوصيل الإمدادات إلى المدنيين المعزولين في مدينة أميرلي شمال العراق. وفي وقت لاحق، شاركت طائرة C-130J في نقل الأسلحة والذخائر جواً إلى القوات في شمال العراق الخاضع لسيطرة الأكراد في أواخر سبتمبر/أيلول.

### مجموعة المهام الجوية
نشرت مجموعة مهام جوية مكونة من 400 فرد من القوات الجوية الملكية الأسترالية في قاعدة المنهاد الجوية في الإمارات العربية المتحدة كجزء من التحالف لمحاربة قوات الدولة الإسلامية في العراق في أواخر سبتمبر 2014. شمل الالتزام الأولي بالطائرات: ست طائرات هجومية من طراز F/A-18F Super Hornet من السرب رقم 1 التابع لسلاح الجو الملكي الأسترالي ‏، وطائرة واحدة من طراز E-7A Wedgetail للإنذار المبكر والتحكم المحمول جواً من السرب رقم 2 التابع لسلاح الجو الملكي الأسترالي ‏، وطائرة واحدة من طراز KC-30A متعددة الأدوار لنقل الوقود من السرب رقم 33 التابع لسلاح الجو الملكي الأسترالي ‏. بدأت ATG عملياتها في 1 أكتوبر 2014.
في الفترة ما بين 6 و17 أكتوبر، قامت الطائرات الأسترالية بـ 54 طلعة جوية. وفي اثنتين على الأقل من هذه الهجمات، قُتل عدد من مقاتلي تنظيم داعش. هاجمت طائرات أسترالية معدات ومنشآت عسكرية تابعة لتنظيم داعش دعماً للقوات العراقية والكردية على الأرض. ورفض نائب الأدميرال ديفيد جونستون إعطاء المزيد من التفاصيل حول عدد الضحايا أو مواقع الغارات الجوية بسبب "الحملة الدعائية العدوانية" التي يشنها تنظيم الدولة الإسلامية. في أواخر ديسمبر 2014، شاركت طائرات سوبر هورنت الأسترالية في مساعدة القوات البرية الكردية في تحرير الأشخاص الإيزيديين المحاصرين على جبل سنجار إلى جانب طائرات التحالف الأخرى.
وصلت مجموعة تدريب قتالية ثانية إلى الإمارات العربية المتحدة في أوائل يناير 2015 لتحل محل المجموعة الأولى من الأفراد وتشغيل الطائرات التي نُشرت في الأصل في سبتمبر 2014. وفي تحديث عملياتي في 12 يناير/كانون الثاني 2015، صرح رئيس العمليات المشتركة ‏، نائب الأدميرال ديفيد جونستون، أن الطائرات الأسترالية تقدم حوالي 13 في المائة من الضربات الجوية للتحالف في العراق.
نشرت ست طائرات F/A-18A ذات المقعد الواحد من السرب رقم 75 التابع لسلاح الجو الملكي الأسترالي ‏ المتمركز في تيندال في الشرق الأوسط لتحل محل الطائرات الست F/A-18F ذات المقعدين في مارس 2015. في 30 يونيو 2015، أفادت وزارة الدفاع أن مجموعة ATG أسقطت أكثر من 400 ذخيرة لدعم القوات العراقية منذ بدء العمليات مع تحليق طائرات F/A-18A Hornets وF/A-18F Super Hornets لمدة 5000 ساعة تقريبًا، وإكمال طائرة E-7A Wedgetail 100 طلعة عملياتية، وطائرات التزويد بالوقود جوًا KC-30A التي توفر 25 مليون رطل من الوقود للطائرات الأسترالية والتحالف. وبحلول نهاية نوفمبر/تشرين الثاني 2015، كانت طائرات F/A-18A هورنت قد نفذت 580 طلعة جوية فوق العراق، أسقطت خلالها 363 ذخيرة. كما نفذت الطائرة 18 طلعة جوية فوق سوريا في سبتمبر/أيلول 2015، وأسقطت ذخيرتين.
استبدلت عمليات التناوب من السرب رقم 77 التابع لسلاح الجو الملكي الأسترالي ‏ في سبتمبر 2015، وتم استبدالها بدورها بالسرب رقم 3 التابع لسلاح الجو الملكي الأسترالي ‏ في أبريل 2016.
في 18 سبتمبر 2016، شكلت طائرتان من طراز F/A-18A وطائرة من طراز E-7A Wedgetail جزءًا من قوة متعددة الجنسيات تتألف من طائرات أمريكية وبريطانية ودنماركية قصفت عن طريق الخطأ قوات الجيش السوري بالقرب من مدينة دير الزور.
في أواخر ديسمبر 2017، أُعلن أن الطائرات الهجومية الملحقة بمجموعة الهجوم المضاد للطائرات قد توقفت عن عمليات القتال الجوي وستعود إلى أستراليا في يناير 2018، على الرغم من أن طائرات KC-30 وWedgetail ستظلان لدعم عمليات التحالف الجارية. وجاء هذا الإعلان في أعقاب استعادة القوات الحكومية في وقت سابق للمناطق المتبقية من قبضة تنظيم الدولة الإسلامية في العراق والشام في العراق. تم تنفيذ المهمة الهجومية الأخيرة لسلاح الجو الملكي الأسترالي بواسطة طائرتين سوبر هورنت في 14 يناير 2018. بحلول هذا الوقت، كانت طائرات هورنت وسوبر هورنت قد نفذت أكثر من 2700 طلعة جوية.
اعتبارًا من أكتوبر 2018، قُلصت قوات سلاح الجو الملكي الأسترالي المخصصة للعمليات ضد تنظيم الدولة الإسلامية إلى طائرة واحدة. يتضمن ذلك نشر طائرات KC-30 وWedgetail بالتناوب لمدة أربعة أشهر.
انتهت الدورة النهائية لطائرات مجموعة المهام الجوية في سبتمبر 2020.
القادة ATG 630
- العميد الجوي ستيف روبرتون  [لغات أخرى]‏ (سبتمبر 2014 – يناير 2015) [43][44]
- العميد الجوي جلين براز  [لغات أخرى]‏ (يناير-يوليو 2015)[44]
- العميد الجوي ستيوارت بيلينجهام (يوليو 2015 – يناير 2016)
- العميد الجوي أنتوني مارتن (يناير-يوليو 2016)
- العميد الجوي فيليب جوردون (يوليو 2016 – يناير 2017)[45]
- العميد الجوي مايك كيتشر (يناير-يوليو 2017)
- العميد الجوي تيري فان هارين (يوليو 2017 – يناير 2018)

## موظفو التبادل
ذكرت صحيفة سيدني مورنينج هيرالد أن خمسة أفراد من أفراد التبادل التابعين للقوات الجوية الملكية الأسترالية والمنضمين إلى مجموعة العمليات 432 التابعة للقوات الجوية الأمريكية بدأوا في التحليق بطائرات MQ-9 Reapers من طراز General Atomics فوق سوريا في أغسطس 2015.

## مكونات الجيش

### مجموعة مهام العمليات الخاصة
شر الجيش الأسترالي مجموعة مهام العمليات الخاصة (SOTG) التي تضم حوالي 200 فرد في الإمارات العربية المتحدة استعدادًا للعمليات لتقديم المشورة والمساعدة لقوات الأمن العراقية في سبتمبر 2014. وكان من المتوقع أن يتم نشر الجنود في العراق عندما يتم الاتفاق بين الحكومتين الأسترالية والعراقية على الإطار القانوني الذي ينظم وجودهم في البلاد. كانت غالبية الدورة الأولية لفريق العمليات الخاصة تتكون من سرية تشارلي، فوج الكوماندوز الثاني ‏. بدأت مجموعة العمليات الخاصة التحرك إلى العراق في أوائل نوفمبر. وبما أن الحكومة العراقية رفضت التوقيع على اتفاقية وضع القوات لمنع مقاضاة الجنود، فقد دخلوا البلاد باستخدام جوازات سفر دبلوماسية بدلاً من ذلك. وقد وافقت العراق على منح الجنود الحصانة من القوانين المحلية بموجب هذا الترتيب، على الرغم من أنه سيتم محاكمتهم في أستراليا في حالة ارتكاب أي سوء سلوك.
يتمثل دور مجموعة العمليات الخاصة في توفير التدريب لجهاز مكافحة الإرهاب العراقي، وتم نشر أفراد في أكاديمية مكافحة الإرهاب ووحدة تدريب مكافحة الإرهاب التابعة للجهاز في يناير 2015، حيث قاموا بتدريس التكتيكات والمساعدة الطبية ومهارات مكافحة العبوات الناسفة المرتجلة. ويضم جهاز مكافحة الإرهاب لواءين من قوات العمليات الخاصة العراقية، والتي قاتلت ضد تنظيم داعش خلال عام 2014، وكبدته خسائر فادحة في الأرواح. واتهم أعضاء الخدمة بقتل سجناء وارتكاب انتهاكات لحقوق الإنسان. يُطلب من موظفي SOTG الإبلاغ عن أي انتهاكات لحقوق الإنسان يصبحون على علم بها.
أُجريت الدورة الثالثة لمجموعة SOTG في سبتمبر 2015 بقوة مخفضة بلغت 80 فردًا.
كما يتمثل دور مجموعة العمليات الخاصة في تقديم الدعم للمهمة من خلال أفراد مجموعة العمليات الخاصة المتمركزين في القواعد العراقية لمساعدة الوحدات العراقية المنتشرة في العمليات من خلال وسائل بعيدة. في ديسمبر 2015، أفيد بأن أفراد مجموعة العمليات الخاصة تمكنوا من تنفيذ أكثر من 150 غارة جوية لدعم هجوم اللواء الأول من قوات العمليات الخاصة العراقية التابع لجهاز مكافحة الإرهاب لتحرير الرمادي، مما أدى إلى تدمير حوالي 50 موقعًا قتاليًا لداعش و16 رشاشًا ثقيلًا والعديد من الأجهزة المتفجرة المحمولة على المركبات.
كُشف عن أن أفراد مجموعة العمليات الخاصة يقدمون المساعدة على "مستوى الفرقة" من خلال دمجهم مع كبار قادة البيشمركة العراقيين والأكراد في أبريل 2016. وفي وقت سابق من شهر نوفمبر/تشرين الثاني 2015، أفادت التقارير أن الحكومة الأسترالية سمحت لأفراد مجموعة العمليات الخاصة بتقديم المشورة للوحدات بحجم كتيبة وما فوق في الميدان، لكن الحكومة العراقية لم تمنح الموافقة.

### مجموعة عمل تاجي
نشر في أبريل/نيسان 2015، تم مجموعة مهام التاجي (TGT) في العراق كجزء من مهمة بناء قدرات الشركاء التابعة للتحالف في أبريل/نيسان 2015. تتكون مجموعة المهام من فريق تدريب يضم عناصر القيادة وحماية القوة والدعم، وهي مكلفة بتدريب قوات الأمن العراقية النظامية. تم دمج عنصر قوة نيوزيلندي مكون من حوالي 100 فرد آخر في الوحدة، لتشكيل مجموعة مهام مشتركة. غادرت الدفعة الثانية من مجموعة مهام تاجي أستراليا في نوفمبر 2015. تأخر رحيل الوحدة بسبب مشاكل في الحصول على تأشيرات للجنود، مما تسبب في تمديد فترة الخدمة الأولية للوحدة لمدة أسبوعين. وصلت الدورة الثالثة إلى العراق خلال شهر مايو 2016.
أُعلن أن مجموعة العمل ستوسع دورها في تدريب وكالات الشرطة شبه العسكرية بما في ذلك الشرطة الاتحادية والمحلية العراقية وقوات حرس الحدود في يوليو 2016. بالإضافة إلى ذلك، سيتم السماح لفريق العمل بإجراء التدريب في مواقع تدريب آمنة أخرى تابعة للتحالف، حسب الحاجة. كما سيتم نشر 15 فردًا من فوج البر الجوي السادس عشر لتوفير قدرة مضادة للصواريخ والمدفعية وقذائف الهاون في التاجي والتي يتم توفيرها حاليًا من قبل عضو آخر في التحالف. وبحلول نهاية يونيو/حزيران 2018، كانت مجموعة العمل قد دربت أكثر من 34 ألف جندي عراقي منذ بدء مهمتها في أوائل عام 2015. مع نشر الدورة العاشرة من فريق التدريب التدريبي من داروين، أعلنت الحكومة الأسترالية أنها خفضت أعداد قواتها من 250 إلى 120 فردًا نتيجة للتحسن في القدرات داخل مؤسسات التدريب التابعة للجيش العراقي. بحلول نوفمبر 2019، تم تدريب أكثر من 45000 فرد من أفراد الجيش العراقي، وخدم أكثر من 2500 أسترالي مع TGT.
ختتمت مجموعة العمل في تاجي أعمالها في يونيو 2020، وكانت الدورة العاشرة هي الأخيرة.

#### القادة
- فرقة العمل تاجي – 1 (العقيد مات جالتون)، أبريل 2015 – نوفمبر 2015[67]
- فرقة العمل تاجي – 2 (العقيد جافين كيتنج)، نوفمبر 2015 – يونيو 2016[68]
- فرقة العمل في تاجي – 3 (العقيد أندرو لو)، يونيو 2016 – ديسمبر 2016[69]
- مجموعة المهام في تاجي – 4 (العقيد ريتشارد فاج)، ديسمبر 2016 – يونيو 2017[70][71]
- مجموعة المهام في تاجي – 5 (العقيد ستيف دارسي)، يونيو 2017 – ديسمبر 2017[72]
- فرقة العمل تاجي – 6 (العقيد روبرت كالهون)، ديسمبر 2017 – يونيو 2018[73]
- فرقة العمل في تاجي – 7 (العقيد ميك ساي)، يونيو 2018 – ديسمبر 2018[64]
- فرقة العمل تاجي – 8 (العقيد جيسون جروت)، ديسمبر 2018 – يونيو 2019[74]
- فرقة العمل في تاجي – 9 (العقيد مايكل باسينجثوايت)، يونيو 2019 – ديسمبر 2019[74]
- مجموعة المهام في تاجي – 10 (العقيد نيك فوكسال)، ديسمبر 2019 – يونيو 2020[66][75]

## قراءة إضافية
Dias، Patricia؛ Feakin، Tobias؛ Gleiman، Ken؛ Jennings، Peter؛ Nichola، Daniel؛ Roworth، Simone؛ Schreer، Benjamin؛ Thomson، Mark (2014). Strike from the Air: The First 100 Days of the Campaign Against ISIL (PDF). Barton, Australian Capital Territory: Australian Strategic Policy Institute. ISBN:978-1-925229-05-9. مؤرشف من الأصل (PDF) في 2017-04-04.
Stevens، Matt (11 سبتمبر 2018). "Advise, Assist and Enable in Iraq: it's a Human Thing". The Cove. Australian Army. مؤرشف من الأصل في 2018-09-12. اطلع عليه بتاريخ 2018-09-12.
Tanter، Richard (22 ديسمبر 2014). "Australia in America's Third Iraq War". The Asia-Pacific Journal: Japan Focus. ج. 12 ع. 51, No. 3. ISSN:1557-4660. مؤرشف من الأصل في 2015-03-11.

## روابط خارجية
عملية أوكرا، www.defence.gov.au – تتضمن الصفحات الفرعية:
- البيانات الإعلامية
- التصوير
- الفيديوهات